# Ryszard Sudziński
Ryszard Marian Sudziński (ur. 1945) – polski historyk, profesor nauk humanistycznych.
Specjalizuje się w historii najnowszej powszechnej i Polski. Pełnił funkcję kierownika Zakładu Historii Powszechnej i Polski po 1945 roku Uniwersytetu Mikołaja Kopernika. Był dziekanem Wydziału Humanistycznego Wyższej Szkoły Humanistyczno-Ekonomicznej we Włocławku. W 2016 odznaczony Medalem "Za zasługi dla Miasta Torunia" na wstędze

## Ważniejsze publikacje
- Bank Ludowy w Kowalewie Pomorskim : 1873-1973 (1975)
- Organizacja i funkcjonowanie rad narodowych w województwie pomorskim 1945-1950 : studium historyczno-prawne (1981)
- Historia Polski 1939-1945 w świetle źródeł. Cz. 2 (1984)
- Toruń - portret miasta (1988)
- Przekształcenia strukturalne miasta Torunia w latach 1920-1975 (1993)